# Matt Snell
Matt Snell (Garfield, 18 agosto 1941) è un giocatore di football americano statunitense che ha giocato nel ruolo di running back per tutta la carriera con i New York Jets nella American Football League (AFL) e nella National Football League (NFL). Al college giocò a football all'Università statale dell'Ohio.

## Carriera professionistica
Snell fu scelto dai New York Jets nel corso del primo giro del Draft AFL 1964. Nella sua stagione da rookie corse un record di franchigia di 180 yard contro gli Houston Oilers, terminando la stagione con 945 yard corse, venendo premiato come rookie dell'anno della AFL e venendo convocato per l'All-Star Game.
Il punto più alto della sua carriera fu nel Super Bowl III quando i Jets campioni AFL del 1968 sfidarono i favoritissimi Baltimore Colts, campioni della NFL. Malgrado fosse rallentato dagli infortuni alle ginocchia, Snell fu un giocatore chiave nel possesso di palla dei Jets che vinsero a sorpresa 16-7 sui Colts. Snell corse 30 volte per l'allora record del Super Bowl di 121 yard e, nel secondo quarto, segnò l'unico touchdown della storia dei Jets nel Super Bowl. Contribuì anche a portare i Jets in posizione per segnare tre field goal con Jim Turner  che assicurarono la vittoria ai Jets nel secondo tempo.
Nel corso della sua carriera, Snell oltre che per le sue corse, divenne anche importante nei blocchi per i Jets. Nel finale di carriera fu usato principalmente come bloccatore per Joe Namath.

## Palmarès

### Franchigia
- Campionati AFL : 1

New York Jets: 1968
- Super Bowl : 1

New York Jets: Super Bowl III

### Individuale
- AFL All-Star: 3

1964, 1966, 1969
- Rookie dell'anno della AFL - 1964
- Formazione ideale del 40º anniversario dei New York Jets

## Statistiche
| Partite totali         | 87    |
| Yard su ricezione      | 4.285 |
| Touchdown su ricezione | 24    |